# Tunnel d'Eupalinos
Le tunnel d'Eupalinos ou aqueduc d'Eupalinos (en grec : Ευπαλίνιον όρυγμα / Efpalínion órygma) est un aqueduc souterrain du VIe siècle av. J.-C., situé dans l'île de Sámos, en Grèce. 
Selon les connaissances actuelles, c'est après le tunnel d'Ézéchias, la deuxième tentative réussie de forage d'un tunnel par les deux extrémités (en grec, αμφίστομον / amfístomon signifiant « ayant deux ouvertures »), et la première à faire appel à des plans méthodiques.
Avec ses 1 036 m de long, l'aqueduc souterrain d'Eupalinos de Mégare apparaît aujourd'hui comme l'un des chefs-d'œuvre antiques du génie civil, au même titre que le tunnel d'Ézéchias à Jérusalem.

## Histoire
L'île de Sámos était gouvernée, au VIe siècle av. J.-C., par le célèbre tyran Polycrate (535-522 av. J.-C.). 
Sous les ordres de l'ingénieur Eupalinos de Mégare, deux équipes de travail creusèrent un aqueduc souterrain sous le mont Kástro afin d'alimenter en eau douce l'ancienne capitale de Sámos (aujourd'hui Pythagorion). Il s'agit d'une œuvre d'importance défensive, l'aqueduc souterrain étant difficilement décelable par un ennemi susceptible de couper l'approvisionnement en eau. Le tunnel, creusé dans la roche calcaire, demanda près de dix années de labeur aux équipes d'esclaves souvent capturés dans les îles voisines.
Le défi technique était que, creusant simultanément des deux côtés et respectant une certaine pente pour l'écoulement de l'eau, les deux équipes devaient se retrouver au milieu de la montagne. La rencontre eut bien lieu comme prévu, avec une très faible différence de niveau. L'aqueduc fut utilisé pendant un millier d'années, comme le prouvent les découvertes archéologiques. Le tunnel a été fouillé en 1882-1884 : il est aujourd'hui ouvert aux visiteurs.

## Le texte d'Hérodote
L'aqueduc d'Eupalinos est cité par Hérodote (3, 60) :

« Je me suis d'autant plus étendu sur les Samiens, qu'ils ont exécuté trois des plus grands ouvrages qu'il y ait dans toute la Grèce.
On voit à Samos une montagne de cent cinquante orgyies de haut. On a percé cette montagne par le pied, et l'on y a pratiqué un chemin qui a deux bouches en ouvertures. Ce chemin a sept stades de longueur sur huit pieds de hauteur et autant de largeur. Le long de ce chemin, on a creusé un canal qui traverse toute cette montagne. Il a vingt coudées de profondeur sur trois pieds de largeur. Il conduit à la ville, par des tuyaux, l'eau d'une grande fontaine. L'architecte qui a entrepris cet ouvrage était de Mégare et s'appelait Eupalinos, fils de Naustrophus. C'est un des trois ouvrages des Samiens.
Le second consiste en un môle, ou une grande digue faite dans la mer, près du port, d'environ vingt orgyies de haut et de deux stades et plus de long.
Leur troisième ouvrage est un temple, le plus grand dont nous ayons connaissance. Le premier architecte de cet édifice est un homme du pays, nommé Rhoecos, fils de Philée. C'est à cause de ces ouvrages que je me suis étendu sur les Samiens. »

## Description

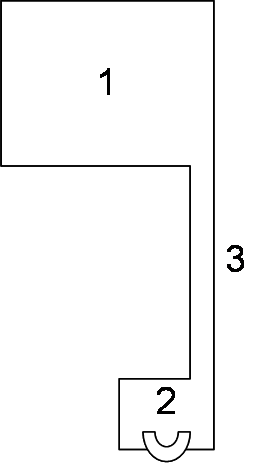
Coupe théorique du tunnel : 1. Chemin de visite ; 2. Conduite d'eau ; 3. Accès à la conduite.

Le tunnel captait la source des Agiadès près de Mytilinií, qui fut couverte pour être dissimulée à la vue d'un ennemi potentiel. Un canal enterré, avec des regards d'inspection à intervalles réguliers, conduisait l'eau jusqu'à l'entrée nord du tunnel. Un autre similaire la dirigeait depuis la sortie sud jusqu'à l'est de la ville. 
Dans la partie souterraine, l'eau courait dans une conduite située en contrebas du chemin de visite. La section nord, juste assez large pour le passage d'une personne, comporte un plafond dallé à double pente pour empêcher les chutes de pierre.[réf. souhaitée] La section sud, un peu plus large, est creusée dans une roche plus compacte.
Les deux parties se rencontrent grâce à une technique connue sous le nom de dog-leg (« patte de chien »)[réf. souhaitée].

## Techniques d'arpentage
Hermann J. Kienast et d'autres chercheurs ont décrit la méthode employée par Eupalinos pour que les deux sections du tunnel puissent se rejoindre. Conscient que les erreurs de mesures successives pourraient faire manquer le point de rencontre des deux équipes, Eupalinos appliqua dans ses plans des principes de géométrie qui ne furent codifiés que plusieurs siècles plus tard par Euclide.

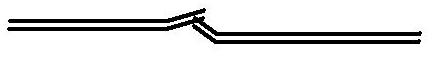
Section horizontale de l'aqueduc d'Eupalinos (vu du haut).

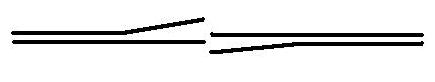
Section verticale de l'aqueduc d'Eupalinos (vu de profil).

Suivant le principe que deux lignes parallèles ne se rencontrent jamais, Eupalinos reconnut qu'une erreur de plus de deux mètres de largeur (la largeur du tunnel est 1,8 m environ) lui ferait manquer le point de rencontre. Le chantier parvenant au voisinage du point de jonction, il modifia donc la direction des deux tunnels, de sorte qu'un point de rencontre puisse être garanti, même si les deux directions jusqu'alors suivies étaient parallèles.
De même, il fallait envisager une possible déviation dans le plan vertical, malgré tous les soins prodigués pour l'éviter. Eupalinos, là encore, prit toutes les précautions possibles en augmentant, en sens contraire, la hauteur de chacune des extrémités des sections. La section nord voit donc sa hauteur accrue de 2,5 m, tandis que la section sud a été au contraire surcreusée de 0,6 m. Le tunnel ne présentant pratiquement aucune erreur dans le sens vertical, toutes ces précautions se sont avérées inutiles (Kienast a relevé une différence verticale inférieure à 4 cm).

## Galerie

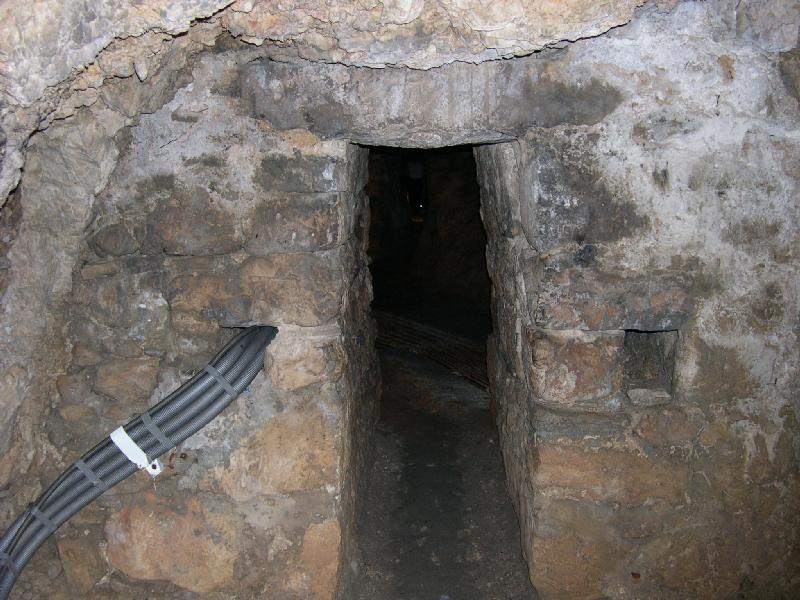
Entrée de l'aqueduc de Sámos.
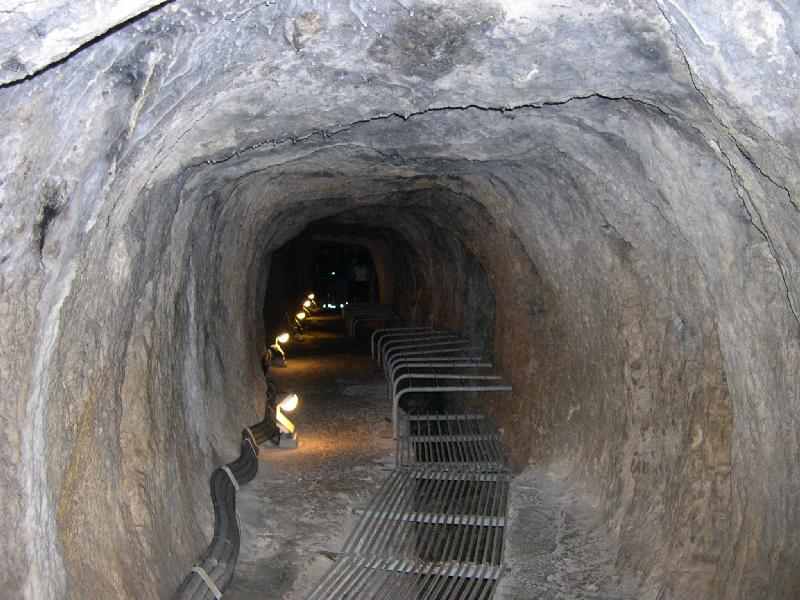
Intérieur du tunnel d'Eupalinos.
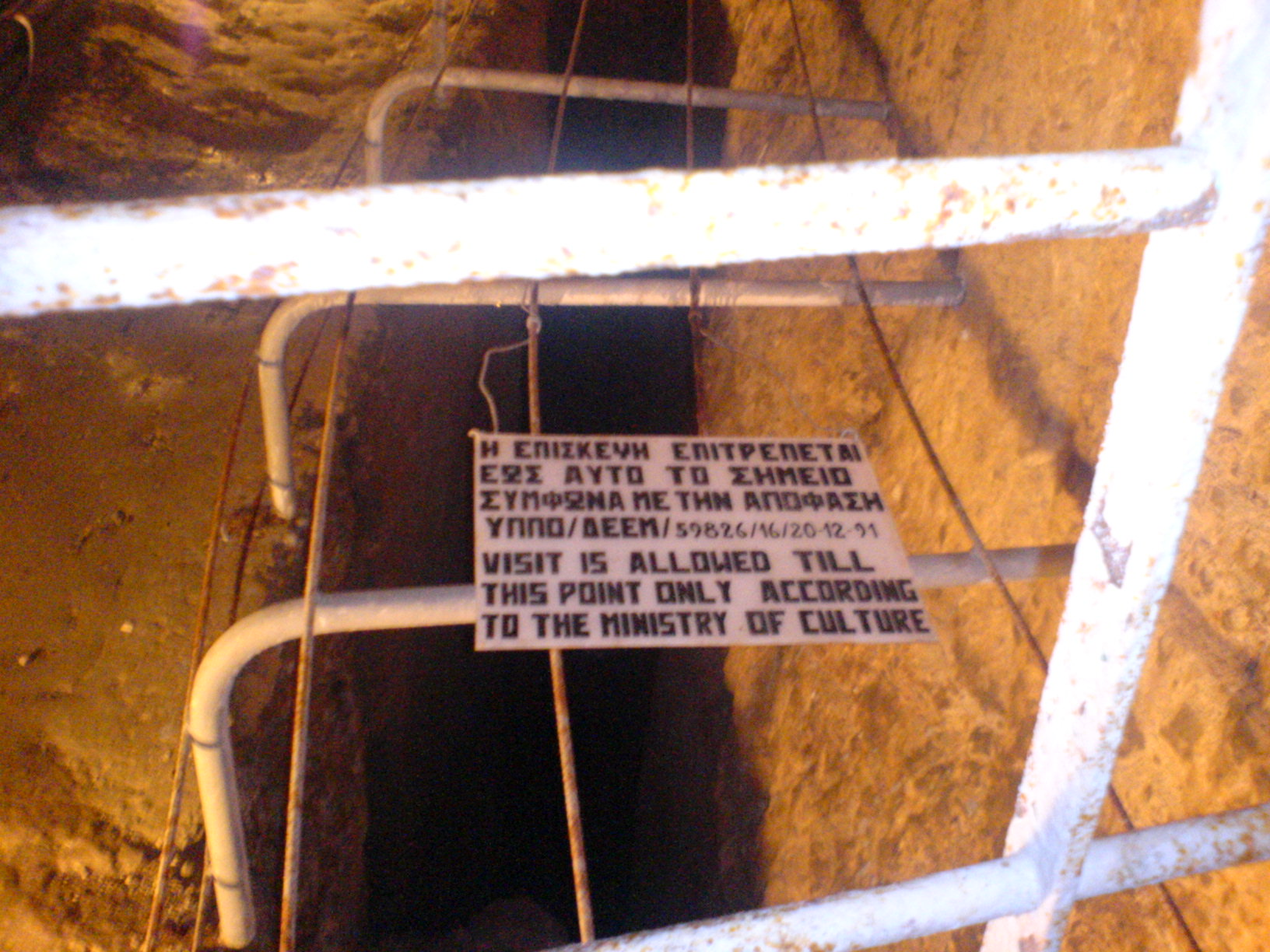
Écriteau à la fin de la partie ouverte au public.
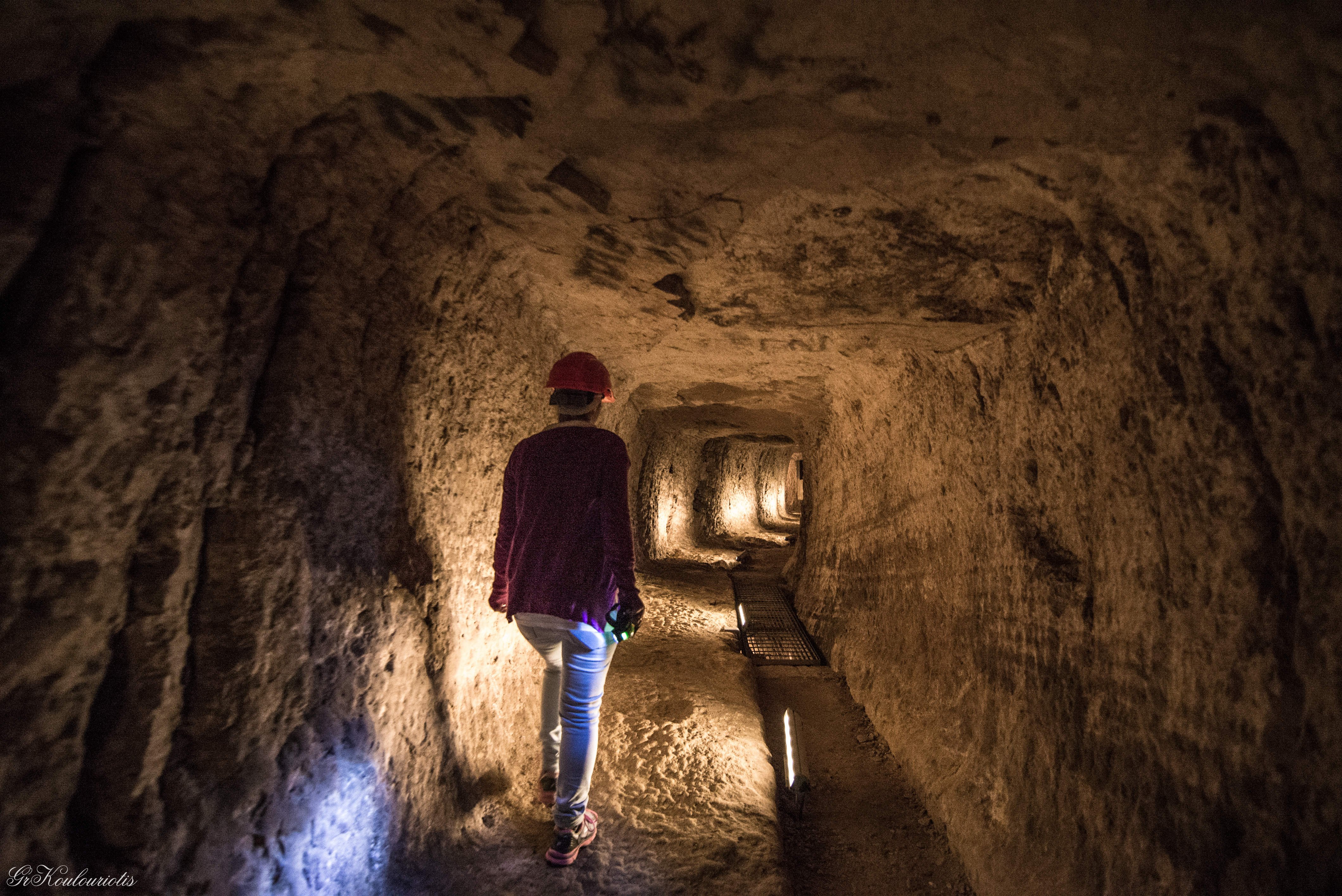
Mise en évidence des dimensions du tunnel.

#### Archéologie
- (fr) V. Guérin, Description de l'île de Patmos et de l'île de Samos, Paris, 1865.
- (en) Alfred Burns, « The Tunnel of Eupalinus and the Tunnel Problem of Hero of Alexandria », Isis, vol. 62, no 2,‎ été 1971, p. 172-185 (lire en ligne).
- (en) B. L. Van der Waerden, « Eupalinos and His Tunnel », Isis, vol. 59, no 1,‎ printemps 1968, p. 82-83.
- (en) Harry B. Evans, « Review of Hermann Kienast, Die Wasserleitung des Eupalinos auf Samos », American Journal of Archaeology, vol. 103, no 1,‎ janvier 1999, p. 149-150 (lire en ligne).
- (de) Hermann J. Kienast, Die Wasserleitung des Eupalinos auf Samos, Deutsches Archäologisches Institut, Athènes.
- (de) Hermann Kienast, Die Wasserleitung des Eupalinos auf Samos (Samos XIX.), Bonn, Rudolph Habelt, 1995 (ISBN 3-7749-2713-8).
- (en) June Goodfield et Stephen Toulmin, « How Was the Tunnel of Eupalinus Aligned? », Isis, vol. 56, no 1,‎ printemps 1965, p. 46-55 (lire en ligne).
- (en) Tom M. Apostol, « The Tunnel of Samos », Engineering and Science, no 1,‎ 2004, p. 30-40 (lire en ligne).

#### Littérature
- Paul Valéry, Eupalinos ou l'Architecte, dialogue poétique entre Socrate et Phèdre, 1921, aussi sur Wikisource.